# Легенда про маяк і корабель
Міська легенда про маяк і корабель описує зустріч великого корабля з чимось схожим на перший погляд на інше судно, що йде зустрічним курсом. Корабель зазвичай ототожнюється з лінкором або авіаносцем флоту США, який вимагає від другого судна змінити курс. У відповідь судно, приналежність якого зазвичай вказується як канадське, наполягає, що курс повинен змінити саме корабель, після чого капітан корабля повторює свою вимогу, ідентифікує себе і корабель під своїм командуванням і іноді супроводжує вимогу погрозами. На це слідує відповідь: «Я маяк. Робіть що хочете» (або подібний), який є кульмінацією цього анекдоту.

## Приклад
Американці: «Будь ласка, змініть курс на 15 градусів на північ, щоб уникнути зіткнення».
 Канадці: «Рекомендую вам змінити ВАШ курс на 15 градусів на південь, щоб уникнути зіткнення».
 Американці: «Говорить капітан судна ВМФ США. Повторюю: змініть курс».
 Канадці: «Ні. Повторюю: самі змініть курс».
 Американці: «Це авіаносець „Лінкольн“, другий за величиною військовий корабель Атлантичного флоту США. Нас супроводжують три крейсери, три ескадрених міноносця і численні кораблі підтримки. Я вимагаю, щоб ви змінили свій курс на 15 градусів на північ, інакше ми будемо змушені вжити необхідних заходів для забезпечення безпеки нашого корабля».
 Канадці: «Це маяк. Ваш хід».
Оригінальний текст (англ.)
Americans: Please divert your course 15 degrees to the North to avoid a Collision.
Canadians: Recommend you divert YOUR course 15 degrees to the South to avoid a collision.
Americans: This is the Captain of a US Navy ship. I say again, divert YOUR course.
Canadians: No. I say again, you divert YOUR course.
Americans: This is the aircraft carrier USS Lincoln, the second largest ship in the United States' Atlantic fleet. We are accompanied by three destroyers, three cruisers and numerous support vessels. I demand that YOU change your course 15 degrees north, that's one five degrees north, or countermeasures will be undertaken to ensure the safety of this ship.
Canadians: This is a lighthouse. Your call.
— Nicholas Hobbes. Essential Militaria : Facts, Legends, and Curiosities about Warfare Through the Ages. — 2004 — p.41

## Історія
Легенда поширюється в Інтернеті з 1995 року під виглядом реальної розшифровки стенограми цих переговорів, опублікованої оперативним штабом ВМС США. Однак немає жодних доказів, що подія дійсно мала місце, і саме опис його з деяких причин неправдоподібний. Тому ця розповідь вважається міською легендою, а також варіантом більш раннього жарту, що датується як мінімум 1930-ми роками. ВМФ США розмістили в мережі сторінку зі спростуванням описуваної історії, що, однак, не завадило колишньому директору Національної розвідки Майку Мак-Конелу використовувати її як жарт у своїй промові 2008 року. Інші оповідачі часто використовують цю легенду як притчу, показуючи небезпеку негнучкості й відчуття власної важливості або необхідність ситуаційної обізнаності. У 2004 році шведська компанія використовувала історію в сценарії телевізійної реклами.
Про цю легенду також писав американський політолог, професор Університету ім. К. Ньюпорта Квентін Кідд, вона розбиралася з погляду міжнародного морського права.
Пізніше про легенду, зокрема, розповідав у своїх монологах російський гуморист Михайло Задорнов. У Задорнова замість канадців згадуються іспанці, інші деталі в цілому повторюються. Дія відбувається між маяком Фіністерре і Авіаносцем.